# Rainer Treptow
Rainer Treptow (* 1954 in Remscheid) ist ein deutscher Sozialpädagoge und Hochschullehrer.

## Leben und Wirken
Rainer Treptow studierte von 1972 bis 1978 Erziehungswissenschaft, Soziologie und Philosophie an den Universitäten Düsseldorf und Tübingen und arbeitete zunächst von 1978 bis 1980 als Sozialarbeiter in der Heimerziehung. Anschließend war er bis 1985 wissenschaftlicher Mitarbeiter an der Eberhard Karls Universität Tübingen bei verschiedenen Projekten aus dem Bereich der Sozialpädagogik. Im Jahre 1985 erfolgte seine Promotion in Tübingen bei Hans Thiersch und 1992 seine Habilitation. Von 1993 bis 1996 vertrat Treptow eine Professur an der Universität Jena, dort wurde er anschließend 1996 als Professor für Sozialpädagogik berufen. Nach seiner Gastprofessur an der University of California in Berkeley 2002 übernahm er 2003 eine Professur für Erziehungswissenschaft an der Universität Tübingen und zwar im Schwerpunktbereich Sozialpädagogik. 2019 trat er in den Ruhestand.

## Veröffentlichungen (Auswahl)
- Raub der Utopie. Zukunftskonzepte bei Schütz und Bloch. Kritik der Alltagspädagogik. KT-Verlag, Bielefeld 1985, ISBN 3-925515-00-3 (= Dissertation Universität Tübingen).
- Bewegung als Erlebnis und Gestaltung. Zum Wandel jugendlicher Selbstbehauptung und Prinzipien moderner Jugendkulturarbeit. Juventa-Verlag, Weinheim 1993, ISBN 3-7799-0852-2 (= Habilitationsschrift Universität Tübingen).
- (Hrsg.): Internationaler Vergleich und soziale Arbeit. Theorie, Anwendung und Perspektive. Schäuble, Rheinfelden 1996, ISBN 3-87718-062-0 (Nachdruck 2010).
- (Mithrsg.): Alltag, Nicht-Alltägliches und die Lebenswelt. Beiträge zur lebensweltorientierten Sozialpädagogik. Festschrift für Hans Thiersch zum 60. Geburtstag. Juventa-Verlag, Weinheim 1996, ISBN 3-7799-1037-3.
- (Hrsg.): Sozialpädagogische Integration. Entwicklungsperspektiven und Konfliktlinien. Juventa-Verlag, Weinheim 1999, ISBN 3-7799-1233-3.
- Kultur und soziale Arbeit. Gesammelte Beiträge. Votum-Verlag, Münster 2001, ISBN 3-933158-73-7.
- (Mithrsg.): Welten der Bildung in der Pädagogik der frühen Kinderheit und in der Sozialpädagogik. Lambertus, Freiburg im Breisgau 2002, ISBN 3-7841-1433-4.
- (Hrsg.): Katastrophenhilfe und Humanitäre Hilfe. Reinhardt, München 2007, ISBN 3-497-01896-1.
- (Mithrsg.): Europa und seine Fremden. Die Gestaltung kultureller Vielfalt als Herausforderung. Transcript-Verlag, Bielefeld 2007, ISBN 3-89942-368-2.
- (Mitautor): Handlungskompetenz in der Jugendhilfe. Eine qualitative Studie zum Erfahrungswissen von Fachkräften. VS Verlag für Sozialwissenschaft, Wiesbaden 2008, ISBN 978-3-8350-7015-8.
- (mit Hans Thiersch): Zur Identität der Sozialen Arbeit. Positionen und Differenzen in Theorie und Praxis (= Neue Praxis, Sonderheft 10). Verlag Neue Praxis, Lahnstein 2011, ISBN 978-3-9810815-3-4.
- Wissen, Kultur, Bildung. Beiträge zur sozialen Arbeit und kulturellen Bildung. Juventa-Verlag, Weinheim 2012, ISBN 978-3-7799-1293-4.
- (Mithrsg.): Kompetenz, Performanz, soziale Teilhabe. Sozialpädagogische Perspektiven auf ein bildungstheoretisches Konstrukt. Springer VS, Wiesbaden 2014, ISBN 978-3-531-19854-5.
- (Mithrsg.): Yolo – Jugendliche und ihre Lebenswelten verstehen. Zugänge für die pädagogische Praxis. Beltz, Weinheim 2016, ISBN 978-3-407-29498-2.
- (Mithrsg.): Vermitteln. Eine Aufgabe von Theorie und Praxis Sozialer Arbeit. Springer VS, Wiesbaden 2015, ISBN 978-3-658-08560-5.
- Facetten des Sozialen und Kulturellen. Gesammelte Aufsätze. Springer VS, Wiesbaden 2017, ISBN 978-3-658-15337-3.
- (Mithrsg.): Handbuch Soziale Arbeit. Grundlagen der Sozialarbeit und Sozialpädagogik. 6. Aufl. Reinhardt, München 2018, ISBN 978-3-497-02745-3.

Festschrift
- Stefan Faas, Mirjana Zipperle (Hrsg.): Sozialer Wandel. Herausforderungen für kulturelle Bildung und soziale Arbeit. Prof. Dr. Rainer Treptow zum 60. Geburtstag. Springer VS, Wiesbaden 2014, ISBN 978-3-658-04166-3.